# Wacholderschluchten Hohendorf
Die Wacholderschluchten Hohendorf sind ein Naturschutzgebiet (NSG) auf dem Gebiet des Landkreises Dahme-Spreewald in Brandenburg.
Das 34,4 ha große Gebiet, das sich südlich von Sellendorf, einem Ortsteil der Gemeinde Steinreich, und südlich der L 711 erstreckt, wurde mit Verordnung vom 26. März 1981 unter Naturschutz gestellt. Es weist sehr schöne Wacholderbestände, Weidekiefern, Ginsterbüsche und Birkenbestände auf.